# Кесеменли, Нусрет Юсиф оглы
Нусрет Юсиф оглы Кесеменли (азерб. Nüsrət Yusif oğlu Kəsəmənli, настоящая фамилия — Эйюбов; 29 декабря 1945, Акстафинский район — 15 октября 2003, Тебриз) — советский и азербайджанский поэт, лауреат премии ЛКСМ Азербайджана (1982). Член Союза писателей Азербайджана.

## Биография
Родился 29 декабря 1945 года в селе Кырах-Кесаман Акстафинского района Азербайджанской ССР.
После окончания школы продолжил обучение в училище в городе Али-Байрамлы, окончив курсы трактористов, работал в родном селе слесарем, трактористом. В те же годы начал творческую деятельность, с 1964 года печатался в районной газете.
В 1966 году поступил на факультет журналистики Азербайджанского государственного университета, в 1969 году перевелся на заочное отделение. На втором курсе принят на работу корреспонедентом, литературным работником в журналы «Бакы» и «Баку». В 1978—1985 годах — референт, литературный консультант Союза писателей Азербайджана, с 1985 года — главный редактор киностудии «Азербайджанфильм» имени Дж. Джаббарлы.
Вел активную общественную деятельность. В 1981—1984 годах занимал пост председателя профсоюзного комитета Союза писателей республики, на VI и VII съездах Союза писателей Азербайджана избирался членом правления, председателем совета поэтов организации. В 1992 году выступил одним из основателей Партии гражданской солидарности, принимал участие в работе съездов партии.
Незадолго до смерти проходил лечение в Иране от почечной недостаточности, 15 октября 2003 года скончался в Тебризе вследствие приема лекарств, вызвавших кровоизлияние в желудок.

## Творчество
Автор более 500 стихотворений, ряда поэм, сказок.
Начав в 1960-х годах свою творческую деятельность, быстро завоевал любовь читателей. Широкую известность писателю принесло написанное в конце 1960-х годов стихотворение "Getmək istəyirsən, bəhanəsiz get" («Если хочешь уйти, не придумывай предлога»).
Писал преимущественно в жанре любовной лирики. Любовным стихам Кесеменли присущи глубокие переживания, перемены настроений, необыкновенные для азербайджанской литературы страстные порывы. Автор ряда произведений в жанре гражданской лирики, в т. ч. «20 января» (1990), «Ходжалы» (1992).
Более 150 стихотворений положены на музыку азербайджанских композиторов, в том числе Э. Сабит оглы, Н. Мамедова, Дж. Мусаева и других. Песни на слова Нусрета Кесеменли занимают важное место в репертуарах народной артистки СССР З. Ханларовой, народных артистов Азербайджана Н. Досталиева, Н. Касимовой и других.
В годы работы на киностудии писал сценарии для художественных и документальных фильмов, в фильмах «Набат сёл» (1987), «Единственная на свете» (1989) и других поднимал общественно-политические проблемы республики. В ряде художественных фильмов снимался как актёр. В конце 1980-х годов — автор сценария и ведущий документальной передачи «Окно в мир» на Азербайджанском телевидении.

### Издания
- «Sevirsənsə», — Баку: Гянджлик, 1971
- «Gözlərimin qarası», — Баку: Гянджлик, 1975
- «Özümə bənzədiyim günlər», — Баку: Гянджлик, 1979
- «Gümüş yuxular», — Баку: Язычы, 1981
- «Təklikdə danışaq», — Баку: Гянджлик, 1983
- «Ürəyimə açılan qapılar», — Баку: Язычы, 1987
- «Hamısı sevgidəndir», — Баку: Гянджлик, 1991
- «Kimə inanasan?», — Баку: Гянджлик, 1995
- «Heyf, o sevgiyə...», — Баку: Гянджлик, 2000
- «Seçilmiş əsərləri», — Баку: Шарк-Карб, 2004
- «Qapamayın gözlərimi», — Баку: Маариф, 2006
- «Gülə-gülə ağlayan gözəl», — Тебриз: Навати, 2016